# Pseudachorutes americanus
Pseudachorutes americanus är en urinsektsart som beskrevs av Stach 1949. Pseudachorutes americanus ingår i släktet Pseudachorutes och familjen Neanuridae. Inga underarter finns listade i Catalogue of Life.